# Antiphytum fruticosum
Antiphytum fruticosum är en strävbladig växtart som beskrevs av José Mariano Mociño och Dc. Antiphytum fruticosum ingår i släktet Antiphytum och familjen strävbladiga växter. Inga underarter finns listade i Catalogue of Life.